# محطة سكة حديد جريستونز
محطة سكة حديد غريستونز (بالإنجليزية: Greystones railway station) هي محطة تقع في بلدة غريستونز بمقاطعة ويكلاو، جمهورية أيرلندا. وهي المحطة الطرفية الجنوبية لخط دارت (DART) الكهربائي، كما تُستخدم أيضًا من قبل خدمات السكك الحديدية بين المدن والخدمات المحلية التي تعمل بين دبلن ومقاطعة ويكلاو.

## التاريخ
تم افتتاح المحطة في 30 أكتوبر 1855.

## العمليات
تُستخدم المحطة من قبل خدمات دارت وخدمات السكك الحديدية بين المدن المحلية. وتُعد غريستونز المحطة الجنوبية النهائية لقطارات دارت. تحتوي المحطة على رصيفين، أحدهما مجاور للمبنى الرئيسي للمحطة، بينما الرصيف الثاني يتصل به عبر ممر سفلي.
المحطة مزودة أيضًا بموقف للدراجات ومواقف للسيارات.

## الخدمات
تُخدم المحطة بواسطة:
- دارت: خدمات منتظمة تربط غريستونز بـدبلن وهووث ومالاهايد.

- خدمات السكك الحديدية بين المدن وخدمات الضواحي: تعمل بين دبلن كونولي ومحطات في مقاطعة ويكلاو، مثل ويكلاو وأركلو.

## وصلات خارجية
- صفحة المحطة على موقع السكك الحديدية الأيرلندية